# Coccycua pumila
Coccycua pumila е вид птица от семейство Cuculidae.

## Разпространение
Видът е разпространен в Бразилия, Венецуела и Колумбия.